# Anna Wątróbska-Wdowiarska
Anna Beata Wątróbska-Wdowiarska (ur. 1960 w Warszawie) – polska medalierka i rzeźbiarka.

## Życiorys
W latach 1981–1987 studiowała na Akademii Sztuk Pięknych w Warszawie, uzyskując dyplom z rzeźby w pracowni Stanisława Słoniny (nagrodzony medalem im. prof. Mariana Wnuka) oraz aneks z medalierstwa w pracowni Zofii Demkowskiej. W 1986 rozpoczęła karierę zawodową jako medalierka i rzeźbiarka. Autorka m.in. medalu Medal Virtus et Fraternitas czy serii monet kolekcjonerskich, w tym upamiętniających katastrofę smoleńską.
Posiada w dorobku artystycznym ponad 200 realizacji medali bitych. Współpracuje m.in. z Mennicą Polską i Narodowym Bankiem Polskim. Członkini Międzynarodowej Federacji Medalierstwa oraz Związku Polskich Artystów Plastyków, wiceprezeska Polskiego Stowarzyszenia Sztuki Medalierskiej.
Córka medalierki, projektantki polskich monet Stanisławy Wątróbskiej-Frindt.

## Wyróżnienia i nagrody
Źródło:
- II miejsce w zamkniętym konkursie ogłoszonym przez Wydział Rzeźby ASP i Naczelnika Miasta Łowicza, z okazji 850-lecie Łowicza (medal bity), 1986,
- nagroda za poziom artystyczny przyznana przez Węgierski Instytut Numizmatyczny, FIDEM 1994 (medal lany),
- III miejsce w konkursie na medal kongresowy FIDEM 1996 (medal bity),
- I miejsce w konkursie ogłoszonym przez Towarzystwo Marii Skłodowskiej-Curie w Hołdzie i Warszawską ASP, z okazji 100 rocznicy odkrycia radu (medal bity), 1996,
- II miejsce w konkursie ogłoszonym przez Urząd Miasta Warszawy na medal poświęcony 400-lecie stołeczności Warszawy (medal bity), 1996,
- I miejsce w konkursie ogłoszonym przez Kancelarię Sejmu RP, na medal sejmowy (medal lany), 1996,
- II miejsce w I Międzynarodowym Konkursie w Tel Awiwie (medal lany), 2002,
- wyróżnienie w II Międzynarodowym Konkursie w Tel Awiwie (medal lany), 2002,
- nagroda specjalna przyznana przez Bassis School of Sculpture w II Międzynarodowym Konkursie w Tel Awiwie (medal lany), 2002,
- I miejsce w Międzynarodowym Konkursie Monetarnym organizowanym przez Mennicę Japońską w 2003 r.,
- III nagroda w konkursie VII Jesienny Salon Sztuki w Ostrowcu Świętokrzyskim, 2004, (Dante Europeo),
- III miejsce w Międzynarodowym Konkursie Monetarnym organizowanym przez Mennicę Japońską w 2004 r.,
- wyróżnienie w konkursie VIII Jesienny Salon Sztuki w Ostrowcu Świętokrzyskim, 2006, (dyptyk „Kropla”),
- I miejsce w Międzynarodowym Konkursie Medalierskim „Beauty of Animals”, Pekin, 2015.

## Wystawy indywidualne
Źródło:
- 1998 – Medale i Plakiety, Muzeum Sztuki Medalierskiej, Wrocław,
- 1999 – Sztuka Medalierska, Muzeum Kultury Kurpiowskiej, Ostrołęka,
- 1999 – Dwa Pokolenia – Stanisława Wątróbska-Frindt, Anna Wątróbska-Wdowiarska, Muzeum w Brodnicy 9,
- 2000 – Sztuka Medalierska, Muzeum Historyczne m. st. Warszawy, Warszawa,
- 2004 – wystawa medalierska Muzeum Piastów Śląskich w Brzegu,
- 2013 – wystawa medalierska Pekin, Szanghaj,
- 2014 – wystawa rzeźby i medalu „Między przestrzenią a iluzją”, Doha, Katar,
- 2016 – wystawa autorska w PROM, Warszawa,
- 2018 – wystawa „Między przestrzenią a jej iluzją”, ZPAP, Warszawa.
- 2023- wystawa "Iluzja przestrzeni",w Muzeum Mazowieckim w Płocku

## Wystawy zbiorowe
Źródło:
- 1987 – III Ogólnopolska Wystawa Medalierstwa w Toruniu,
- 1989 – pracownia Zofii Demkowskiej w Warszawie,
- 1989 – II Triennale Rzeźby Portretowej w Sopocie,
- 1990 – FIDEM, Helsinki,
- 1994 – FIDEM, Budapeszt,
- 1996 – FIDEM, Neuchate,
- 1996 – udział w Międzynarodowym Sympozjum Medali w Kremnicy,
- 1998 – FIDEM, Haga,
- 1999 – Tunel Czasu Warszawska Rzeźba Końca Wieku, ZPAP Okręg Warszawski,
- 2000 – I Międzynarodowe Biennale Współczesnego Medalu, Portugalia, Seixal,
- 2000 – FIDEM, Weimar,
- 2000 – Syndrom Milenijnego Przełomu, ZPAP Okręg Warszawski,
- 2001 – II Międzynarodowe Biennale Współczesnego Medalu, Portugalia, Seixal,
- 2001 – Sacrum–Dzisiaj, Kielce,
- 2001 – Medalierstwo Polskie Lat Dziewięćdziesiątych, Muzeum Sztuki Medalierskiej, Wrocław,
- 2002 – FIDEM, Paryż,
- 2002 – polsko-amerykańska wystawa medalierstwa 2001–2002, Colorado Springs, Pensylwania, Wrocław, zorganizowana przez ANSA i Muzeum Sztuki Medalierskiej we Wrocławiu,
- 2002 – Wystawa Polskiego Medalierstwa 2002 Belgia, zorganizowana przez Muzeum Sztuki Medalierskiej we Wrocławiu,
- 2002 – I Międzynarodowa Wystawa Sztuki Medalierskiej „Masaccio 600”, Izrael,
- 2002 – II Międzynarodowa Wystawa Sztuki Medalierskiej „Anime Spiritus Violin”, Izrael,
- 2002 – medal polski, FIDEM 2002, Muzeum Sztuki Medalierskiej we Wrocławiu,
- 2004 – 30 Lat Muzeum Azji i Pacyfiku, Nusantara, 2003–2004,
- 2004 – FIDEM, Seixal,
- 2004 – VII Jesienny Salon Sztuki Ostrowiec Świętokrzyski,
- 2004 – III Międzynarodowe Biennale Współczesnego Medalu, Seixal, Portugalia,
- 2005 – IV Międzynarodowe Biennale Współczesnego Medalu, Seixal,
- 2006 – VIII Jesienny Salon Sztuki Ostrowiec Świętokrzyski 2006, Budapeszt,
- 2007 – FIDEM, Colorado Springs, Portugalia,
- 2008 – „Z nad Dunaju, Wełtawy i Wisły” wystawa medalierska, 2007–2008 Wrocław, Budapeszt, Kremnica, Uherskie Hradiste,
- 2008 – V Międzynarodowe Biennale Współczesnego Medalu, Seixal, Portugalia,
- 2010 – FIDEM, Stany Zjednoczone,
- 2010 – I Wystawa Rzeźby, Novotel Garden Gallery, Warszawa,
- 2010 – wystawa rzeźby Okręgu Warszawskiego „Obsesja czy Fascynacja”,
- 2010 – FIDEM, Tampere, Finlandia,
- 2010 – Medalierstwo Polskie i Litewskie – Historia i Dzień Dzisiejszy – Muzeum Sztuki Żmudzkiej, Plunge, Litwa. wystawa rzeźby – Novotel Garden Gallery, Warszawa,
- 2012 – FIDEM, Wielka Brytania,
- 2012 – Znad Dunaju Wełtawy i Wisły – medalierzy i ich dzieła, X edycja wystawy,
- 2012 – wystawa medalierska FIDEM, Scotland, Wielka Brytania,
- 2013 – Chiny,
- 2013 – wystawa rzeźby „Ludzki wymiar”,
- 2014 – Katar,
- 2014 – francusko-polska wystawa malarstwa i rzeźby „Visual Dance”, Warszawa,
- 2014 – wystawa rzeźby OW ZPAP „Genesis”,
- 2014 – wystawa medalierska FIDEM, Sofia, Bułgaria,
- 2015 – wystawa i aukcja dzieł sztuki dla Syrii, Muzeum Azji i Pacyfiku, Warszawa,
- 2016 – wystawa medalierska FIDEM, Belgia,
- 2018 – wystawa w OW ZPAP „Przestrzeń i jej iluzja”.

## Wybrane medale i monety
Źródło:
- Ślady, 1984,
- Autoportret z Liściem, 1992, (180 mm),
- Autoportret Odczuwany, 1996, (130 mm),
- Jak Ikar, 1996, (170x80 mm).
- Eugene Ionesco, 1998, (190x175 mm),
- Cyprian Norwid, 2000, (120 mm),
- Jajo – Mikrokosmos, 2001,
- Duch Skrzypiec, 2002, (110x110 mm),
- Dante, 2003, (240x210 mm),
- Galop,
- Moniuszko, 2019,
- W poszukiwaniu wieczności 3, 2019, (looking for eternity),
- seria monet „Zagrożone gatunki”.